# Polixo de Argos
Polixo de Argos (Πολυξώ) es un personaje de la mitología griega. Fue la esposa de Tlepólemo, rey de Rodas e hijo de Heracles, que murió en la guerra de Troya. Tzetzes la denomina como Filozoe.

### Versión de Polieno
Menelao a su regreso de Egipto con Helena hizo escala en Rodas. Polixo, la mujer de Tlepólemo, afligida por su muerte en Troya, al anunciarle alguien que Menelao había llegado con Helena, decidida a vengar a su marido, corrió hacia las naves con todos los rodios, hombres y mujeres, provistos de fuego y piedras. Como el viento le impedía hacerse a la mar, Menelao ocultó a Helena en el interior de la nave y puso sus adornos y diademas a la sierva más bella. Y ellos, creyendo que era Helena, arrojaron el fuego y las piedras contra la sierva y se retiraron considerando que con la muerte de Helena habían tomado suficiente venganza de la de Tlepólemo. Y Menelao zarpó con Helena.

### Versión de Pausanias
Pero los rodios, que no están de acuerdo con los lacedemonios, dicen que Helena, cuando murió Menelao y Orestes estaba todavía errante, perseguida por Nicóstrato y Megapentes fue a Rodas, porque era amiga de Polixo, la mujer de Tlepólemo, pues Polixo era argiva de nacimiento, y casada ya antes con Tlepólemo, compartió su destierro a Rodas, y entonces era reina de la isla, al haber quedado con un hijo huérfano. Dicen que esta Polixo, deseando castigar entonces a Helena por la muerte de Tlepólemo, cuando la tuvo a mano, envió contra ella, cuando se estaba lavando, criadas parecidas a las Erinias; y estas mujeres cogieron a Helena y la colgaron de un árbol, y por este motivo los rodios tienen un santuario de Helena Dendrítide.

### Versión de Tzetzes
Se dice que los hombres de Tlepólemo llegaron a estar cerca de Creta e impulsados por los vientos se asentaron en las islas Ibéricas. Píndaro dice que los hombres de Tlepólemo se salvaron en Rodas, su patria, y la esposa de Tlepólemo, Filozoe, que lloraba desconsoladamente, organizó juegos fúnebres para su marido y los niños compitieron. Los ganadores fueron coronados con hojas de álamo.